# Apteropeoedes dentifer
Apteropeoedes dentifer är en insektsart som beskrevs av Marius Descamps 1971. Apteropeoedes dentifer ingår i släktet Apteropeoedes och familjen Euschmidtiidae. Inga underarter finns listade i Catalogue of Life.